# بابون زرد
بابون زرد یک نوع میمون دم‌کوتاه از خانواده میمون دنیای قدیم است. این‌گونه از میمون‌ها از سرده عنترها و در راسته نخستییان بوده و در قاره آفریقا زیست می‌کنند. این موجود سری به شکل سگ داشته و بدون مو است. نرهای این جاندار تا ۸۰ سانتیمتر و ماده‌های آن تا ۶۰ سانتیمتر رشد می‌کنند.
بابون زرد میمونی فرصت‌طلب و همه‌چیزخوار است. این میمون از ریشه‌های گیاهی، مادگی گیاهان، حشرات و همچنین از میمون‌های دیگر تغذیه می‌کند. بابون زرد در جنوب و شرق آفریقا زندگی می‌کند.

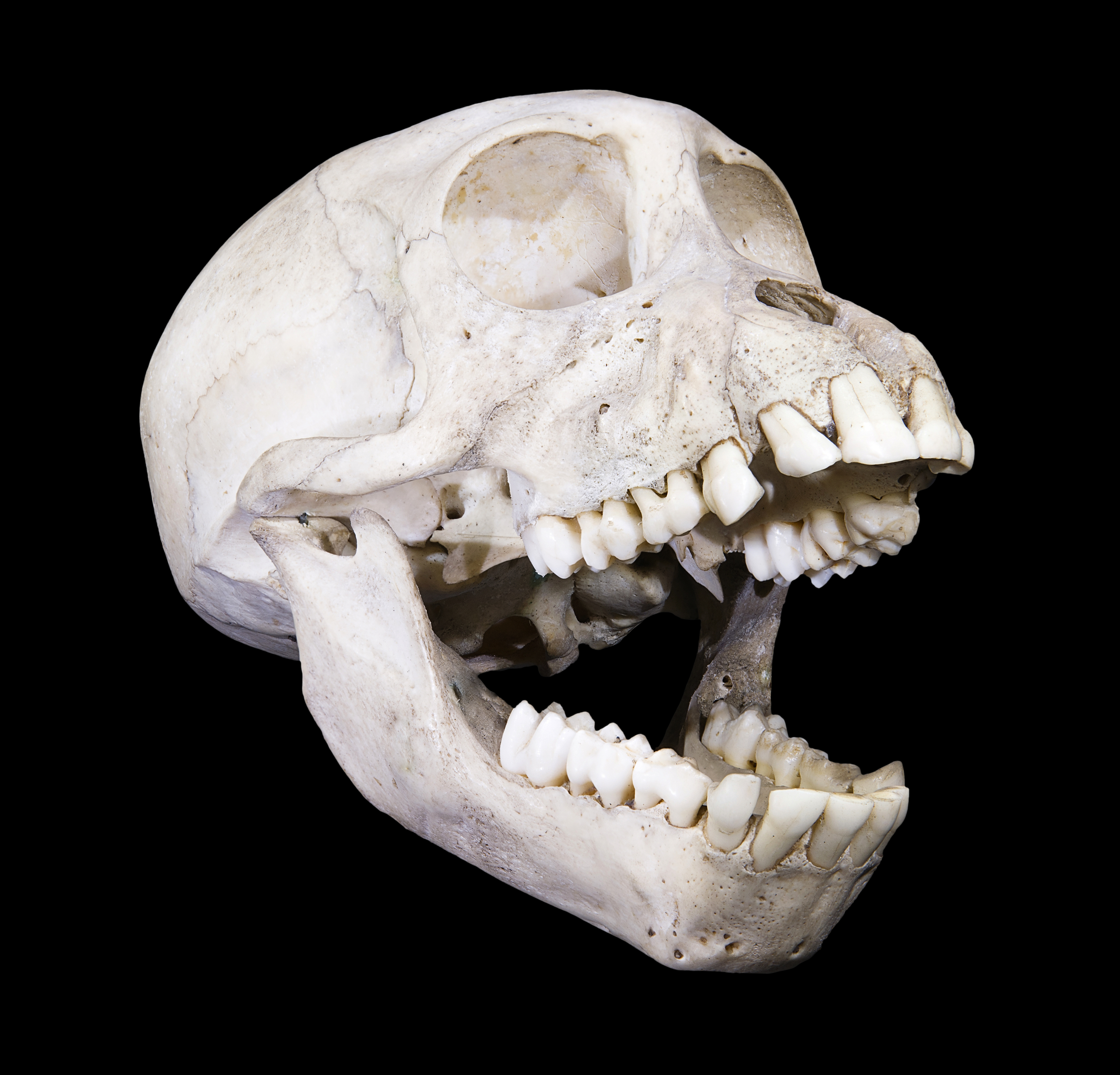
جمجمه